# (6773) Kellaway
(6773) Kellaway (1988 LK) – planetoida z pasa głównego asteroid okrążająca Słońce w ciągu 5,18 lat w średniej odległości 2,99 j.a. Odkryta 15 czerwca 1988 roku.